# Asociación Europea de Sistemas de Pago Móvil
La Asociación Europea de Sistemas de Pago Móvil (EMPSA) es una asociación que tiene como objetivo fomentar la colaboración y permitir el uso de diferentes sistemas de pagos móviles a nivel internacional. EMPSA tiene su sede en Zúrich, Suiza y está presidida por Søren Mose, presidente del consejo de administración de TWINT.
EMPSA está fundada por siete proveedores de pagos móviles que en conjunto tienen alrededor de 25 millones de usuarios registrados y más de 1 millón de puntos de aceptación. 350 bancos apoyan los sistemas.
En la actualidad cuenta con un total de doce miembros:
| Proveedor                   | País                 | Unido |
| --------------------------- | -------------------- | ----- |
| Bancontact Payconiq Company | Bélgica              | 2019  |
| Bluecode                    | Alemania Austria     | 2019  |
| MobilePay                   | Finlandia Dinamarca  | 2019  |
| MB Way                      | Portugal             | 2019  |
| Swish                       | Suecia               | 2019  |
| TWINT                       | Suiza                | 2019  |
| Vipps                       | Noruega              | 2019  |
| Pago Bancomat               | Italia               | 2020  |
| BLIK                        | Polonia              | 2020  |
| Plick!                      | Italia España        | 2020  |
| FLIK                        | Eslovenia            | 2020  |
| KVIKO                       | Bosnia y Herzegovina | 2020  |
| BORICA AD                   | Bulgaria             | 2021  |
| Currence iDEAL              | Países Bajos         | 2021  |
| Bizum                       | España               | 2022  |
| DIAS                        | Grecia               | 2022  |